# Anatolia bizantina
La Anatolia bizantina se refiere a la península de Anatolia (la actual Turquía) durante el gobierno del Imperio bizantino. Anatolia fue de vital importancia para el imperio tras la conquista árabe del Levante y de Egipto durante el reinado del emperador Heraclio en los años 634-645. Durante los siguientes doscientos cincuenta años, la región sufrió ataques constantes de las fuerzas árabes que atacaban principalmente desde las ciudades de Antioquía, Tarso y Alepo cerca de la frontera de Anatolia. Sin embargo, el Imperio bizantino mantuvo el control sobre la península hasta la década de 1080, cuando se derrumbó la autoridad imperial en la zona.
El Imperio bizantino restableció el control sobre partes de Anatolia durante la primera cruzada, y luego del saqueo de Constantinopla durante la cuarta cruzada, Anatolia se convirtió en el corazón de sus estados sucesores, el Imperio de Nicea y el Imperio de Trebisonda. Tras la reconquista de Constantinopla en 1261, la región pasó gradualmente del control bizantino a manos de los turcos otomanos a medida que el imperio se desmoronaba gradualmente. La última fortaleza bizantina, Filadelfia, cayó en 1399, y la última presencia bizantina terminó en 1461 con la caída de Trebisonda.

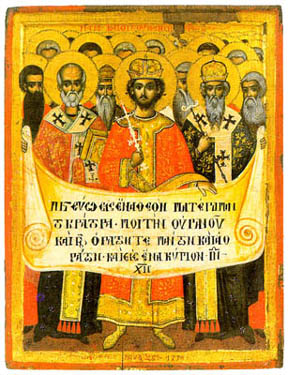
Un icono que representa a Constantino como santo y a otros en Nicea en 325, así como el símbolo niceno-constantinopolitano

## Antecedentes
Anatolia (también conocida como Asia Menor) quedó bajo control romano durante la época de la República romana tardía después de las guerras mitridáticas. Durante muchos años, el control romano sobre el área sería prácticamente indiscutible a medida que las fronteras del poder romano avanzaban hacia el este. Anatolia vería poco de las guerras entre los partos y los romanos.

## De Constantino a Focas: 324 a 602 AD
La prosperidad de Anatolia continuó en gran medida durante el reinado de Constantino el Grande y sus sucesores. Anatolia vería parte del conflicto entre Constantino y su rival Licinio en la batalla de Crisópolis, pero en general la región vería poco del caos que asoló otras partes del Imperio durante los siguientes siglos. La primera interrupción importante de esta paz fue la guerra Anastasiana durante el reinado de Anastasio I Dicorus. La ciudad fronteriza de Teodosiópolis fue saqueada por las fuerzas del Imperio sasánida bajo Kavad I. Varias otras ciudades como Amida y Martirópolis también fue saqueada durante este tiempo, pero la mayor parte de la carnicería se limitó a la parte más oriental de Anatolia, ya que el foco principal de la guerra era Armenia. El Imperio sasánida, la mayor potencia opositora a la de Bizancio en la región, no haría un esfuerzo decidido por conquistar Anatolia hasta el siglo vii. Anatolia recibiría ocasionalmente el desbordamiento de guerras entre Bizancio y Persia, como la guerra de Iberia o la guerra lázica, pero la región nunca estaría directamente amenazada.

## La dinastía heracliana y las invasiones árabes

Conquistas árabes del Imperio sasánida y Siria entre 620 y 630.

### Invasión sasánida
En 602, el emperador Mauricio fue derrocado por el usurpador conocido como Focas. Mauricio había jugado previamente un papel decisivo en el acceso de Cosroes II al trono sasánida, y tras su usurpación, Cosroes declaró la guerra con el casus belli de vengar a Maurice. Focas logró mantener la guerra fuera de Anatolia. Sin embargo, en 608, Heraclio, hijo de un gobernador de Cartago del mismo nombre, se rebeló contra Focas, lo que debilitó la frontera oriental. Heraclio logró derrocar a Focas en 610, pero en 611, los persas lograron atravesar la frontera armenia e invadir Anatolia propiamente dicha. Durante los próximos cuatro años, las fuerzas al mando de los generales Sharvaraz y Shahin derrotó a los bizantinos en varias batallas clave, tomando el control de la parte sureste de Anatolia, conocida como Cilicia y finalmente abriendo el camino para sitiar Calcedonia en la costa noroeste; en 617, cayó Calcedonia misma. Rechazando una delegación de paz enviada por Heraclio, Shahin se retiró de Anatolia por el momento para continuar la guerra en otros frentes, a saber, Egipto y Siria.
En 622, llevado a la desesperación por los fracasos impactantes de aferrarse a las provincias romanas clásicas como Egipto, así como por la negativa de Cosroes a aceptar un acuerdo de paz, Heraclio tomó el control directo del ejército bizantino y comenzó a seguir una estrategia ofensiva. Conduciendo a sus hombres a Capadocia, Heraclio se enfrentó y derrotó a un ejército persa bajo el mando de Sharvaraz, obligándolos a salir de Anatolia y obteniendo una victoria muy necesaria. Heraclio fue interrumpido de continuar por un ataque de los ávaros, que amenazaron la posesión del imperio en Tracia. Durante los dos años siguientes, Heraclio se retiró para ocuparse del problema de Tracia. Al regresar en 624, Heraclio renovó su campaña ofensiva atacando a través de Armenia hasta el corazón persa de Irán. Durante los siguientes cuatro años, Heraclio continuó impulsando la ofensiva contra los persas, y ni siquiera volvió a defender Constantinopla cuando fue atacada por las fuerzas ávaras y persas en 626. Las continuas ofensivas de Heraclio, combinadas con el fracaso en la conquista de Constantinopla y sospechas de intrigas contra Sharvaraz, eventualmente provocó la caída de Cosroes II y la elevación de su hijo, Kavad II en 628. En un mes, Kavad se rindió al Imperio bizantino y ordenó a sus fuerzas que se retiraran de todo el territorio bizantino, incluida Anatolia. Heraclio había logrado derrotar a Persia y salvaguardar Anatolia, pero la paz era ilusoria.

### Invasiones árabes
En 633, los árabes bajo el Califato ortodoxo comenzaron sus primeros ataques contra el Imperio bizantino. Al principio, los árabes obtuvieron una gran victoria en la batalla de Yarmuk en 636, que solo consistía en incursiones menores. Después de la batalla, Heraclio tomó la decisión de retirar sus ejércitos de Siria a Anatolia a través de los montes Tauro. Esto abrió el camino para que las fuerzas del califato tomaran el control de la Siria bizantina en el 638. En el 641, los árabes comenzaron la conquista de Egipto, que habían conquistado en el 645. La pérdida de tanto territorio tan rápidamente hizo que Heraclio se hundiera en la depresión, y murió más tarde ese año, convirtiéndose, a juicio de un historiador, en «el hombre que vivió demasiado».
La pérdida de Egipto y Siria resultaría catastrófica para el Imperio, pero aumentaría drásticamente la importancia de Anatolia. Anteriormente, Egipto había sido la principal fuente de alimento y riqueza del imperio, debido principalmente a las fértiles tierras regadas por el río Nilo. Con la desaparición de Egipto, Anatolia se convertiría en la principal fuente de dinero, hombres y alimentos para el imperio. La paz de Anatolia recibió un golpe mortal por estas asombrosas pérdidas. A fines de la década de 640, bajo el califa conocido como Mu'awiya I, los árabes lanzaron incursiones masivas en Anatolia, avanzando hacia Amorio y Capadocia. Esta sería la primera de una serie de incursiones en Anatolia que durarían cientos de años. Los estrechos desesperados del imperio en este momento provocaron un cambio masivo en el pensamiento estratégico de los bizantinos. Ya no serían un imperio de conquista, del que ahora eran en gran parte incapaces.

## Introducción del sistema temático
Constantemente amenazada por los árabes al este, los búlgaros al norte y los lombardos en Italia, Bizancio cambió sus ejércitos de la estructura clásica de las legiones romanas a un nuevo sistema conocido como temas. La fecha exacta de este cambio no está clara, pero parece haber tenido lugar durante el reinado de Constante II. Anatolia se reorganizó en varios temas. Cada tema estaba gobernado por un estratego (general) que funcionaba tanto como comandante de las fuerzas militares en el área como gobernador político del área geográfica cubierta por su tema.
Estas tropas temáticas utilizaron tácticas de guerra asimétrica y guerra de guerrillas para defenderse de las constantes incursiones árabes en Anatolia durante cientos de años. En lugar de intentar derrotar a los ejércitos árabes de frente, las tropas solían tender emboscadas a grupos de asalto árabes cargados de botín mientras regresaban de Anatolia con la esperanza de recuperar algo del botín y disuadir más ataques árabes. El imperio simplemente carecía de la fuerza para pasar a la ofensiva en ese momento.

El Imperio bizantino en 650.

Los siete temas en Anatolia, c. 650.

### El primer sitio de Constantinopla y Justiniano II
El hijo de Constante, Constantino IV, había sido nombrado coemperador en 654 y gobernaba en el este mientras su padre hacía campaña en el oeste, y lo sucedió a la muerte de este último. Casi inmediatamente tuvo que hacer frente a los ataques árabes sobre Amorio en Frigia en 646 y Calcedonia en Bitinia. Esto fue seguido por la captura de Cícico en Misia] 670, así como Esmirna y otras ciudades costeras, finalmente atacando Constantinopla en 674. Este primer asedio de Constantinopla demostró cuán vulnerable era la ciudad a los ataques, pero también sus fortalezas que finalmente prevalecieron, los árabes levantaron el asedio en 678 y, después de más reveses, firmaron otra tregua que permitió a Constantino concentrarse en la amenaza de los Balcanes. Durante mucho tiempo, el Danubio en los Balcanes había sido considerado la frontera que debía ser defendida para mantener la integridad de Tracia. Ahora, una nueva amenaza eslava, los búlgaros cruzaron el Danubio e infligieron grandes pérdidas a los bizantinos en 681. Ante la controversia religiosa intransigente que había dejado perplejo a su padre, convocó otro concilio ecuménico, el sexto (Concilio de Constantinopla III) en 680, que condenaba el monotelismo. También inició una serie de reformas civiles y militares para hacer frente al imperio reducido y amenazado. Esto fue para acabar con el sistema original de provincias con una nueva estructura administrativa basada en temas, las partes restantes de Anatolia se dividieron entre siete temas. Cuando murió en 668, fue sucedido por su hijo, Justiniano II, coemperador desde 681.
Justiniano fue un gobernante ambicioso deseoso de emular a su ilustre antepasado, Justiniano I. Sin embargo, sus recursos más limitados y su naturaleza despótica finalmente resultaron en su caída como el último de los heraclianos. Inicialmente, pudo continuar con los éxitos de su padre en el este, dejándolo libre para concentrarse en los Balcanes, donde también tuvo éxito. Luego regresó al este, pero fue derrotado por completo en la batalla de Sebastópolis en 692. Teológicamente, siguió un pensamiento no ortodoxo y convocó otro concilio en Constantinopla en 692. A nivel nacional, continuó la organización de los temas, sin embargo, sus políticas de tierras e impuestos encontraron una oposición considerable, lo que finalmente provocó una rebelión dirigida por Leoncio en 695, que lo depuso y exilió, precipitando una serie de eventos que condujeron a un período prolongado de inestabilidad y anarquía, con siete emperadores en veintidós años.
Leoncio resultó igualmente impopular y, a su vez, fue derrocado por Tiberio III. Tiberio logró reforzar la frontera oriental y reforzó las defensas de Constantinopla, pero mientras tanto, Justiniano estaba conspirando para regresar y, después de formar una alianza con los búlgaros, logró tomar Constantinopla y ejecutar a Tiberio.
Justiniano luego continuó reinando durante otros seis años. Su trato a Tiberio y sus partidarios había sido brutal y continuó gobernando de una manera despótica y cruel. Perdió el terreno recuperado por Tiberio en el este e impuso sus puntos de vista al Papa. Sin embargo, al poco tiempo se enfrentó a una rebelión encabezada por Filípico. Justiniano fue capturado y ejecutado al igual que su hijo y coemperador, Tiberio, extinguiendo así el linaje de Heraclio. Justiniano había llevado el imperio bizantino aún más lejos de sus orígenes. Abolió efectivamente el papel histórico de cónsul, fusionándolo con el de emperador, fortaleciendo así la posición constitucional de los emperadores como monarca absoluto.

### Los años no dinásticos de la anarquía 711-717
Los años 711 a 717 fueron una época problemática entre las dos dinastías, heracliana e isáurica y reflejan una pérdida de liderazgo que había ocurrido bajo Justiniano II, y podría fecharse igualmente desde su primera deposición en 695.
La rebelión de Filípico se extendió más allá de la política a la religión, deponiendo al patriarca, restableciendo el monotelismo y derrocando el Sexto Concilio Ecuménico, que a su vez alejó al imperio de Roma. Militarmente, los búlgaros llegaron a las murallas de Constantinopla, y el movimiento de tropas para defender la capital permitió a los árabes realizar incursiones en el este. Su reinado terminó abruptamente cuando una rebelión del ejército lo depuso y lo reemplazó con Anastasio II.
Anastasio revirtió las políticas religiosas de su predecesor y respondió a los ataques árabes por mar y tierra, esta vez llegando hasta Galacia en 714, con cierto éxito. Sin embargo, el mismo ejército que lo había colocado en el trono (el ejército de Opsicio) se levantó contra él, proclamó un nuevo emperador y sitió Constantinopla durante seis meses, lo que finalmente obligó a Anastasio a huir.
Las tropas habían proclamado a Teodosio III como el nuevo emperador, y una vez que venció a Anastasio se enfrentó casi de inmediato al segundo asedio árabe de Constantinopla (717-718), lo que lo obligó a buscar la ayuda de los búlgaros. Él, a su vez, enfrentó la rebelión de otros dos temas, el anatólico y el armeniaco en 717, y optó por dimitir, siendo sucedido por León III, poniendo fin al ciclo de violencia e inestabilidad.
Fue sorprendente que el Imperio bizantino pudiera sobrevivir, dados sus conflictos internos, el rápido colapso del Imperio sasánida bajo la amenaza árabe, y estaba siendo amenazado simultáneamente en dos frentes. Sin embargo, la fuerza de la organización militar dentro del imperio y las luchas entre facciones dentro del mundo árabe permitieron esta situación.

### El movimiento iconoclasta: la dinastía isáurica 717-802

El Imperio bizantino 717. 1. Rávena 2. Venecia e Istria 3. Roma 4. Nápoles 5. Calabria 6. Hélade 7. Tracia 8. Opsicio 9. Tracesiano 10. Anatólico 11. Carabisianos 12. Armeniaco. Área sombreada: Frecuentemente invadida.

León III (717–741), un general de Isauria, restauró el orden y la estabilidad en el imperio, y la dinastía que fundó, conocida como isáurica, duraría casi un siglo.

#### León III 717-741
Habiendo derrocado a Teodosio, el primer problema al que se enfrentó León fue el sitio árabe de Constantinopla, que fue abandonado en 718, habiendo seguido León la alianza de sus predecesores con los búlgaros. Su siguiente tarea apremiante fue consolidar su poder para evitar ser depuesto y restablecer el orden frente al caos que se había producido tras los años de lucha civil. Y, de hecho, la necesidad de hacerlo se hizo evidente en 719 cuando el depuesto Anastasio II encabezó una rebelión contra él que fracasó. Anastasio fue ejecutado. Luego necesitaba asegurar las fronteras. En términos de políticas internas, se embarcó en una serie de reformas civiles y legales. Este último incluyó una nueva codificación en 726, denominada Ecloga, que a diferencia del Corpus de Justiniano en el que se basaba, estaba en griego y no en latín. Administrativamente, subdividió varios themata, por razones similares a las de sus predecesores, las unidades más pequeñas significaban menos poder para los funcionarios locales y menos amenaza para la autoridad central. Cuando León murió, fue sucedido por su hijo, Constantino V.

#### El movimiento iconoclasta (730-842)
Una de las influencias más significativas de León III fue su participación en el movimiento iconoclasta alrededor del año 726. Esta controversia, la remoción y destrucción de íconos religiosos a favor de simples cruces, y la persecución de los adoradores de íconos tendría un profundo efecto en el imperio, su religión y cultura durante la mayor parte del próximo siglo antes de ser finalmente sepultado en 842. Se ha debatido el papel exacto de León. El culto se ha descrito de diversas formas como εἰκονολάτραι (iconolateros), εἰκονόδουλοι (iconódulos) o εἰκονόφιλοι (iconófilos).
La opinión tradicional era que León III emitió un edicto ordenando la remoción de imágenes en 726, seguido de la prohibición de la veneración de imágenes, pero la controversia había existido en la iglesia durante algún tiempo y recibió cierto ímpetu por el auge de la proximidad del islam y su actitud ante la imaginería. El movimiento iconoclasta en el este exacerbó considerablemente la brecha entre éste y la iglesia occidental. La primera fase de la iconoclasia coincidió con la dinastía isáurica, desde el edicto de León III a Irene y el Segundo Concilio de Nicea (Séptimo Concilio Ecuménico) en 787. La iconoclasia fue luego revivida por León V, y persistió hasta 842 en el reinado de Miguel III y regencia de Teodora.

#### Sucesores de León (741-802)
Constantino V tuvo un reinado menos exitoso que su padre, ya que tan pronto como ascendió al trono, fue atacado y derrotado por su cuñado, Artabasdo, quien procedió a apoderarse del título, lo que provocó una guerra civil entre las fuerzas. de los dos emperadores, que habían dividido los temas entre ellos. Sin embargo, Constantino logró vencer a su adversario en 743. El conflicto fue, al menos en la primera parte, sobre íconos, siendo Artabasdo apoyado por la facción iconódula.
Bajo Constantino, el movimiento iconoclasta se afianzó aún más tras el Concilio de Hieria en 754, seguido de una campaña concertada contra los iconódulos y la supresión de los monasterios que tendían a ser el centro de la iconofilia. Continuó la reorganización de los temas de su padre y se embarcó en guerras extranjeras agresivas y costosas contra árabes y búlgaros. Murió haciendo campaña contra este último, siendo sucedido por su hijo, León IV.

Asia Menor en 780 que muestra los límites administrativos.

León IV también tuvo que sofocar levantamientos, en su caso sus medio hermanos. Su matrimonio personificó el conflicto en la sociedad bizantina sobre los íconos, él mismo se crio como un iconoclasta, se casó con Irene, una iconódula, lo que resultó en una política más conciliadora. Al igual que sus predecesores, tuvo que defender sus fronteras contra los árabes y los búlgaros y, como su padre, murió haciendo campaña contra los búlgaros.
Cuando León murió, su hijo, Constantino VI era coemperador pero solo tenía nueve años y reinaba con su madre Irene como regente. Gobernante impopular incluso después de obtener la mayoría de edad, se vio envuelto en luchas de poder con su madre, que había sido declarada emperatriz. Finalmente, los partidarios de su madre lo depusieron, dejándola como única emperatriz.
Irene, por lo tanto, fue emperatriz consorte, emperatriz viuda y regente y emperatriz reinante. Como emperatriz única, pudo restaurar oficialmente la veneración de los íconos durante su regencia en 787 por medio del Séptimo Concilio Ecuménico, aunque extraoficialmente esto había sido así desde 781. Una mujer jefa de estado no era aceptable para la iglesia occidental que rápidamente coronó a un emperador alternativo (Carlomagno) en 800, profundizando aún más la fisura entre oriente y occidente. Con Irene terminó la dinastía isáurica cuando fue depuesta por una conspiración patricia.

### Dinastía nicéfora 802-813
Tras la deposición de Irene, se fundó una dinastía de vida relativamente corta para la época, la dinastía nicéfora. El imperio estaba en una posición más débil y precaria de lo que había estado durante mucho tiempo y sus finanzas eran problemáticas. Durante esta era, Bizancio estuvo casi continuamente en guerra en dos fronteras que agotaron sus recursos, y como muchos de sus predecesores, Nicéforo I murió en campaña entre los búlgaros del norte. Además, la influencia de Bizancio continuó decayendo en el oeste con la formación de un nuevo imperio en el oeste bajo Carlomagno en 800.

#### Nicéforo I (802-811)
Nicéforo I había sido el ministro de finanzas del imperio y, tras la destitución de Irene, se embarcó de inmediato en una serie de reformas fiscales. Sus reformas administrativas incluyeron la reorganización de los temas. Sobrevivió a una guerra civil en 803 y, como la mayoría de los emperadores bizantinos, se encontró en guerra en tres frentes, sufrió una gran derrota en la batalla de Craso en Frigia en 805 y murió en una campaña contra los búlgaros en 811.

#### Sucesores de Nicéforo I 811-813
A la muerte de Nicéforo, fue sucedido por su hijo y coemperador, Estauracio. Sin embargo, fue gravemente herido en la misma batalla en la que murió su padre, y después de mucha controversia con respecto a la sucesión, el esposo de su hermana, Miguel I, quien lo sucedió, lo convenció de abdicar más tarde ese año.
Miguel I buscó soluciones más diplomáticas que militares, sin embargo, después de haber sobrevivido a la batalla contra Krum de Bulgaria que se cobró la vida de sus dos predecesores, se enfrentó a Krum una vez más y una vez más fue derrotado, lo que debilitó gravemente su posición. Consciente de una probable revuelta, decidió abdicar dado el espeluznante destino de tantos emperadores derrocados anteriormente, poniendo fin a la breve dinastía de Nicéforo.

### León V y la dinastía frigia (820-867)
La dinastía nicéfora fue derrocada por un general, León V, sospechoso de traición en la batalla de Versinicia (813) en la que los bizantinos al mando de Miguel I fueron derrotados por los búlgaros. León ya había jugado un papel accidentado en la política imperial, recompensado por Nicéforo I por cambiar de bando en la guerra civil de 803, y posiblemente más tarde castigado por una transgresión posterior, había sido nombrado gobernador del Tema anatólico desde el que pudo para orquestar la caída de Miguel y su propia sucesión.

#### León V (813-820)
La primera tarea de León fue ocuparse de la situación búlgara, que ahora ocupaba la mayor parte de Tracia y bloqueaba Constantinopla. Finalmente, pudo concluir un tratado de paz en 815, a las guerras búlgaro-bizantinas de larga duración.
En asuntos religiosos, a pesar de la evidencia temprana de veneración de imágenes, adoptó la iconoclasia, lo que precipitó la segunda fase de la controversia divisoria (814-842). Parece haber estado motivado por la observación de que el regreso de la veneración de imágenes coincidió con un período de finales inoportunos de los emperadores. Hizo esto oficial a través del Concilio de Constantinopla en 815.
Su caída fue el encarcelamiento de uno de sus generales, Miguel el Amoriano, bajo sospecha de conspiración. Luego, Michael organizó el asesinato de Leo y asumió el poder como Miguel II.

#### Dinastía frigia (amoriana) 820–867
El interludio de León V fue seguido por otra dinastía de corta duración, denominada de diversas formas como la dinastía frigia o amoriana en honor a Miguel II, quien, como León, procedía de Amorio (Frigia), la capital del Tema anatólico.

#### Miguel II 820–829

Anatolia en 842.

Tan pronto como Miguel depusó a León, se enfrentó a una revuelta por parte de un compañero comandante militar, Tomás el Eslavo, que reclamó el trono. La guerra civil que siguió se prolongó hasta 824, incluido el sitio de Constantinopla, cuando Tomás fue derrotado y asesinado. Miguel continuó la política iconoclasta de León. Después de su muerte, lo sucedió su hijo y coemperador, Teófilo.

#### Teófilo (829-842)
Teófilo ahora se enfrentaba a un estallido de las guerras árabo-bizantinas, las fuerzas árabes demostraban una vez más su capacidad para penetrar profundamente en Anatolia e infligir pérdidas significativas a los bizantinos, aunque de corta duración, y viceversa. Un triunfo árabe significativo fue el saqueo de la patria dinástica de Amorio en 838. Cuando murió en 842, fue sucedido por su hijo Miguel III.

#### Desaparición del movimiento iconoclasta: Miguel III (842-848)
Sin embargo, Miguel III solo tenía dos años, por lo que el control efectivo recayó en su madre, Teodora, como regente. En 856 fue depuesta de la regencia con al menos la aquiescencia de Miguel, por su tío Bardas, quien llegó a ser muy influyente, y finalmente fue nombrado césar ese año. Otra figura influyente fue Basilio el Macedonio.
Teodora, al igual que su antecesora Irene, no tardó en acabar con el movimiento iconoclasta de una vez por todas.
Durante su reinado se llevaron a cabo importantes reformas administrativas y de reconstrucción.
El reinado de Michael incluyó las victorias y derrotas habituales en el frente árabe. Sin embargo, a pesar del tratado de León V con los búlgaros de 815, el imperio volvió a estar en guerra en los Balcanes en 855. Sin embargo, la posterior conversión de los búlgaros al cristianismo y la paz de 864 trajeron una pausa duradera en las guerras búlgaras. Una nueva amenaza surgió más al norte en 860 con la aparición de la Rus de Kiev y las posteriores guerras entre la Rus y los bizantinos de 860.
Basilio luego dispuso asesinar a Bardas en 866, y fue adoptado por Miguel y coronado coemperador unos meses después. Miguel y Basilio se vieron envueltos en una compleja mezcla sexual que involucraba a la amante de Miguel, Eudoxia Ingerina, y su hermana Tecla. Miguel también nombró, o anunció que iba a nombrar como coemperador a Basilisciano. Esto alarmó tanto a Basilio, en términos de una amenaza potencial para la línea de sucesión de la que ahora era el heredero directo, que hizo asesinar tanto a Miguel como a Basilisciano y ascendió al trono como Basilio I.

### Dinastía macedonia (867-1056)

El Imperio bizantino, c. 867.

El último emperador amoriano, Miguel III "el Beodo", fue asesinado por Basilio I el Macedonio en 867. La dinastía de Basilio se conocería como dinastía macedónica y vería al Imperio en su conjunto entrar en un nuevo renacimiento y en particular traería la paz a Anatolia. por primera vez desde las conquistas árabes en los siguientes cien años. El primer éxito militar del nuevo emperador en Anatolia fue la derrota de los paulicianos en 873, que habían estado asaltando ciudades occidentales como Nicea y Ancira. La incursión de Basilio dejó solo a unos pocos paulicianos escondidos en Tefrique, que pronto fue aplastado en 879. Basilio también hizo campaña contra el emirato árabe de Tarso en el mismo año, derrotándolos en Adana y continuando hacia Germanicea y la Alta Mesopotamia. Sin embargo, la muerte del hijo de Basilio, Constantino, afectó profundamente al emperador, que entró en una depresión. Un nuevo ataque contra Melitene en 882 terminó en una derrota. Basilio logró hacer una alianza con Armenia que trajo cierta seguridad al este de Asia Menor. Basilio murió en 886 y fue sucedido por León VI.
El historial militar de León tuvo un comienzo poco impresionante. En 897, el emirato de Tarso pudo saquear la sede del Tema de Capadocia en Çorum. Además, los aliados armenios tuvieron que lidiar con una invasión árabe separada que debilitó su posición contra los árabes. Combinado con otras dificultades, León no pudo avanzar en Anatolia hasta el 900, cuando lanzó una nueva ofensiva contra Tarso. Esta campaña tuvo éxito y culminó con la captura del emir de Tarso y el debilitamiento del emirato. Los años siguientes vieron más ofensivas que debilitaron gradualmente la presencia árabe en el este y permitieron que el imperio hiciera sus primeras conquistas orientales en años. El control del imperio sobre Anatolia fue más fuerte a la muerte de León de lo que había sido en mucho tiempo.

## Final de las incursiones
En el siglo x, Bizancio comenzó a recuperar gradualmente la fuerza que había perdido anteriormente. En la frontera oriental, esto significó un retroceso gradual del poder árabe. El primer gran golpe lo dio Juan Curcuas y su saqueo de la ciudad de Melitene.

### Reconquista (961-1025)
En 961, el general Nicéforo Focas recuperó la isla de Creta para el imperio. Este fue el comienzo de una era de reconquista para Bizancio y extendería sus fronteras orientales a una longitud que no se había visto desde 634. El principal obstáculo para la expansión bizantina fue el emir de Alepo, un tal Sayf al-Dawla. Al principio, al-Dawla pudo contener a las fuerzas bizantinas hasta que una desastrosa emboscada del general León Focas el Joven, hermano de Nicéforo, derrotó a los ejércitos de al-Dawla y destruyó casi por completo a las fuerzas árabes. Durante los siguientes dos años, la región de Cilicia estuvo sujeta a múltiples campañas dirigidas por Nicéforo. La campaña terminó en 962 con el saqueo de Alepo (962), que asestó un duro golpe a Sayf al-Dawla. En 965, Cilica estaba completamente de vuelta en manos bizantinas. Al-Dawla enfrentó continuas revueltas durante el resto de su reinado que bloquearon su capacidad para defenderse. La campaña de reconquista continuó y culminó en 969 con la reconquista de Antioquía por parte de las fuerzas bizantinas.
La reconquista se debió a varias razones. Por un lado, el califato abasí estaba en un estado fracturado en ese momento, enfrentando múltiples problemas internos y el surgimiento del Califato fatimí rival. Esto significó que el califato no pudo ofrecer una respuesta tangible a la agresión bizantina. Además, una vez que Sayf al-Dawla fue derrotado, no hubo otro estado árabe en la región inmediata para frenar los esfuerzos bizantinos. Finalmente, las incursiones árabes en el imperio habían cesado hacía mucho tiempo, dando tiempo a los bizantinos para reunir un poderoso ejército.
En 969, Nicéforo fue derrocado por su subordinado, Juan I Tzimisces. Tzimisces demostró ser tan capaz y activo como Nicéforo. Alepo pronto se sometió al imperio y se convirtió en vasallo romano, sin dejar de ser un estado musulmán. Este fue un desarrollo sin precedentes que fortaleció aún más las fronteras del sur de Anatolia y demostró el nuevo poder de Bizancio. Tzimisces continuó la ofensiva con campañas en Mesopotamia y en Siria contra el Califato fatimí. En 975, Tzimisces había hecho campaña hacia el sur, hacia el Levante y Siria, alejando las fronteras de Anatolia y extendiendo la hegemonía bizantina hacia Siria. El fortalecimiento de los ejércitos de Tzimisces también frenó el único intento serio de tomar Antioquía en 971.
Si bien ni Tzimisces ni Focas tenían una estrategia unificada, sus conquistas tendían a ser territorios que representaban una amenaza directa para el territorio bizantino en Asia Menor, como Cilicia, o territorios que tenían una gran población cristiana como Antioquía. Estos territorios, junto con el vasallaje de Alepo, aseguraron Anatolia de la incursión del sur e impidieron cualquier intento musulmán de asaltar Anatolia desde el sur. Inicialmente, parecía que el imperio retomaría una postura defensiva. Sin embargo, el próximo emperador, Basilio II, pronto abordaría las fronteras nororientales de Anatolia.

### Preludio a Manzikert
La dinastía macedonia llegó a su fin con la muerte de Teodora en 1059, quien no tuvo hijos ni herederos para reemplazarla. Después de una breve sucesión de emperadores, fue reemplazada por Constantino X Ducas. Al este, una nueva amenaza había ido surgiendo lentamente. Los turcos selyúcidas se habían fusionado en una poderosa fuerza unida bajo el sultán Alp Arslan. En 1064, la primera gran incursión turca cruzó a Armenia y Anatolia, apoderándose de la ciudad de Ani de Bizancio. Sin embargo, Constantino no reaccionó. No envió ejércitos para oponerse a las incursiones turcas. Hay una falta de fuentes para su reinado y, por lo tanto, la razón de esta falta de reacción no está clara. De hecho, parece que Constantino pudo haber debilitado a los ejércitos que deberían haber estado defendiendo las fronteras. Para 1067, las fronteras estaban en mal estado y se necesitaba una acción decisiva.

## La batalla de Manzikert

### Manzikert
En 1068, el emperador Constantino X Ducas murió con solo dos hijos que no habían llegado a la madurez para sucederlo. Su esposa, la emperatriz Eudoxia Macrembolita, se casó con un noble caído en desgracia, Romano IV Diógenes, para convertirse en el nuevo emperador. Diógenes reconoció el desmoronamiento de la situación en Anatolia y rápidamente reunió un ejército para revertirlo y expulsar a los turcos selyúcidas. Durante los siguientes tres años, Romanos hizo campaña contra ellos, recuperando algunas fortalezas y empujándolos. Esperaba dar un golpe fatal en 1071. Reuniendo un ejército de 40 000 hombres, Diógenes recuperó la ciudad de Manzikert de manos de los selyúcidas con la intención de derrotar al sultán Alp Arslan. Sin embargo, Arslan estaba mucho más cerca de la ciudad de lo que Diógenes anticipó y lanzó un ataque sorpresa. Debido tanto a esto como a su nombramiento del cuestionablemente leal Andrónico Ducas que lo abandonó en el campo de batalla, Diógenes fue derrotado y se convirtió en el primer emperador desde Valeriano en ser capturado con vida. Alp Arslan fue amable con Diógenes y lo liberó ocho días después, pero sus rivales en Constantinopla se movieron en su contra. Diógenes pronto fue depuesto y, después de una breve guerra civil, quedó ciego y murió. Su reemplazo, Miguel VII Ducas, fue visto como un emperador débil que no era apto para el trabajo.

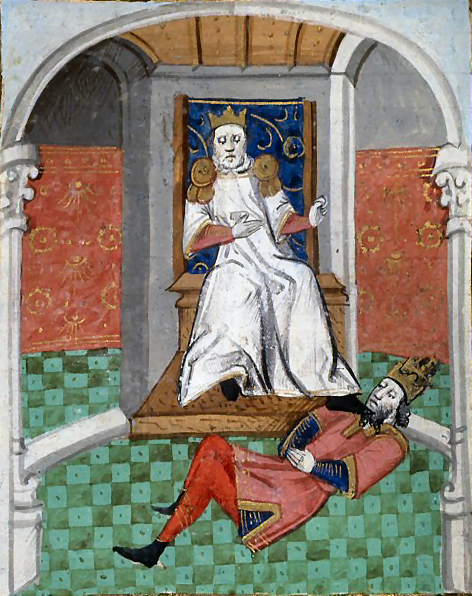
Alp Arslan humillando al emperador Romano IV. De una traducción francesa ilustrada del de De casibus virorum illustrium de Boccaccio.

### La crisis de los normandos y los turcos
Un liderazgo débil en la cima conduciría a una guerra civil y una mala respuesta a las oleadas de turcos entrantes que ahora ingresaban a Anatolia. La línea de tiempo exacta no está clara debido en parte a la falta de fuentes durante este tiempo. Para el año de 1072, los bizantinos no tuvieron que hacer frente a una invasión organizada por los selyúcidas, pero en 1073, un intento de estabilizar Anatolia terminaría en desastre. Uno de los líderes, Roussel de Bailleul, un normando, condujo a un grupo de sus compañeros mercenarios al este de Melitene desde la expedición principal. La ausencia de Roussel conduciría en parte a la derrota de la expedición en Cesarea. Roussel pasó a intentar crear su propio estado en el centro de Anatolia. En 1074, el imperio envió un ejército contra él dirigido por Juan Ducas y Andrónico Ducas. La expedición fue derrotada por Roussel en el río Sangarios. Esta derrota rompió la capacidad de los bizantinos para recuperar Asia Menor y sería el último ejército en moverse tierra adentro en Anatolia antes de la primera cruzada. Roussell marcharía sobre la propia Constantinopla e intentaría establecer un emperador títere propio, Juan Ducas, que había sido hecho prisionero en Sangarios. En cuanto a un mercenario turco llamado Artuk Bey para derrotar a Roussel, los bizantinos pudieron expulsar a su ejército de la capital y capturarlo. Sin embargo, la esposa de Roussel pudo llegar a Artuk antes que el Imperio y pudo rescatar a Roussel. Roussel ahora se retiró al Tema armeniaco y reanudó sus ambiciones. En 1075, la corte imperial envió a un nuevo general, Alejo I Comneno, para detenerlo. Tuvo éxito y en 1076 capturó a Roussel y regresó a la capital. Las guerras con Roussel solo sirvieron para exponer la debilidad de la presencia romana en Anatolia y, a lo largo de la década, muchos romanos huyeron hacia el oeste lejos de los turcos. La amenaza combinada de los selyúcidas y los normandos simplemente había abrumado las capacidades romanas para defender Anatolia de nuevas incursiones, y la década de 1080 sería testigo de la casi destrucción de Anatolia bizantina.

### La restauración Comnena y la primera cruzada
En 1081, Alejo Comneno dirigió con éxito un golpe contra el gobierno y se convirtió en emperador. Alejo era un general y líder capaz, pero antes de que pudiera lidiar con la situación en Anatolia, otra invasión normanda e incursiones de los pechenegos en los Balcanes atrajeron su atención hacia el oeste. Alejo confió varias ciudades a mercenarios turcos como Nicea, pero esta estrategia fracasó cuando los turcos lo traicionaron y se quedaron con las ciudades. Para 1095, el imperio se redujo a apenas sostener la costa con el mar Bósforo. Alejo ahora se volvió hacia el oeste, trabajando con el papa Urbano II en la formación de un nuevo tipo de guerra: la cruzada. Durante los próximos dos años, los ejércitos occidentales de Francia, Normandía e Italia respondieron a la llamada de Urbano, llegando uno a uno a Constantinopla. Estos fueron dirigidos por varios líderes como Raimundo IV de Tolosa. El más importante, no obstante, sería Bohemundo de Tarento, antiguo rival de Alejo.
En 1097, los cruzados lanzaron un ataque contra Nicea. Antes de que la ciudad pudiera ser saqueada, Alejo pudo negociar la rendición de la guarnición turca de la ciudad y la devolución de la ciudad a manos bizantinas. Los cruzados luego marcharon hacia el este a través de Anatolia. Los turcos se opusieron a ellos en Dorilea. Los cruzados pudieron derrotar a los ejércitos turcos y abrir el camino a través de Anatolia. Fueron asistidos por un general bizantino llamado Tatikios que aseguró la entrega de varias ciudades a manos bizantinas. En 1098, los cruzados se dirigieron a Antioquía y la sitiaron. Al capturar la ciudad en 1099, los cruzados abandonaron Anatolia y se dirigieron hacia el sur hasta Jerusalén. Sin embargo, ausente de sus filas estaba Bohemundo, que se quedó en Antioquía y se convirtió una vez más en rival de los bizantinos.
El resultado de la Primera Cruzada fue una reconstrucción exitosa del control sobre las partes más occidentales de Anatolia para el Imperio bizantino. Sin embargo, el Sultanato de Rum permaneció en la meseta y los Estados cruzados demostrarían ser una nueva amenaza para el poder bizantino en la región. En 1108, Alejo finalmente derrotó a Bohemundo, quien regresó a Italia, pero no pudo devolver Antioquía a manos bizantinas. De este modo, a Bizancio se le dio un punto de apoyo desde el que intentar reafirmar el control sobre toda la península.

### Juan II Comneno
Alejo fue sucedido por su hijo Juan II en 1118. Juan continuó la estrategia de su padre de recuperar lentamente el control de Anatolia. Enfrentándose tanto a los estados selyúcidas como a los cruzados, la estrategia de Juan fue de paciencia, minando lentamente a sus enemigos. Para 1140, Juan había trasladado sus fronteras orientales al centro de Anatolia y pudo obtener un control casi total sobre las costas. Juan incluso fue capaz de lanzar campañas en Siria, haciéndose eco de su tocayo Juan I Tzimisces.

### Manuel y la batalla de Microcéfalo
Juan fue sucedido por su hijo Manuel Comneno en 1143. Manuel inicialmente siguió una estrategia similar a la de su padre y abuelo, sin embargo, la situación política que heredó de ellos, así como sus propias ambiciones de restaurar el poder romano, exigieron que su atención se centrara principalmente fuera de Anatolia en Italia, Egipto y los Balcanes. Sin embargo, no abandonó por completo Anatolia, fortificando la frontera y lanzando incursiones limitadas en el Sultanato de Rum. En 1162, Manuel y Kilij Arslan II establecieron una tregua que permitió a Manuel centrar su atención en otra parte. El tratado resultó ser un arma de doble filo, ya que Arslan pudo solidificar su propia posición y derrotar a sus rivales. Arslan se volvió gradualmente más beligerante y se negó a cumplir con las obligaciones del tratado. Manuel, alarmado, reunió rápidamente un ejército y marchó contra el sultán, con la esperanza de tomar su capital en Iconio. Sin embargo, Manuel cometió graves errores tácticos, como no explorar adecuadamente el camino que tenía por delante y tomar rutas predecibles a través de Anatolia. Por lo tanto, fue emboscado en Miriocéfalo por Kilij Arslan, y su ejército pronto fue derrotado en una derrota humillante que recordaba a Manzikert un siglo antes. Manuel, sin embargo, pudo reunir a su ejército y evitar el destino de Romano Diógenes, y Kilij Arslan se apresuró a buscar un tratado de paz. Manuel pudo así mantener las ganancias de su familia a lo largo de los años en Anatolia.

### Los Ángelos y la desintegración del poder bizantino
La dinastía Comneno llegó a su fin en 1186 con la caída de Andrónico I Comneno. Fue reemplazado por Isaac II Ángelo. La principal fuente de atención para Isaac fue una rebelión búlgara en los Balcanes. El evento más notable en Anatolia fue la tercera cruzada, en la que Federico I Barbarroja viajó a través de Anatolia, saqueando Iconio en el camino y derrotando a los selyúcidas. Desafortunadamente para el Imperio, Isaac era un emperador incompetente que no pudo derrotar a sus enemigos y alienó a quienes podrían haber sido sus amigos. Fue usurpado en 1195 por Alejo III Ángelo. Alejo demostró ser igualmente incompetente y no pudo detener nuevos avances en Anatolia por parte de un Sultanato de Rum resurgente. En 1204, surgió un nuevo estado bizantino en Anatolia con base en Trebisonda. No fueron recibidos por ninguna respuesta imperial, debido a la cuarta cruzada.

## La cuarta cruzada y los estados sucesores bizantinos
La cuarta cruzada resultaría ser un grave desafío para el Imperio bizantino. La pérdida de una figura de autoridad central destrozó el imperio, dividiéndolo en cuatro grandes estados sucesores, cada uno de los cuales dominaba diferentes partes del imperio. Dos de estos estados, el Imperio de Nicea y el Imperio de Trebisonda, competirían por los restos del imperio en Anatolia, con el Imperio de Nicea ocupando la costa noroeste y el Imperio de Trebisonda ocupando la costa noreste.

## El fin de la Anatolia bizantina
Los años 1300 verían el final definitivo del último territorio bizantino en Anatolia. El Imperio de Nicea había consistido en gran parte en la esquina noroeste de Anatolia, pero estas tierras ahora estaban amenazadas por el creciente poder de los turcos otomanos bajo Osman I. Además, el emperador Andrónico II Paleólogo intentó retomar partes de Anatolia con la ayuda de mercenarios de la Compañía catalana, pero pronto se encontró incapaz de pagarles. Los mercenarios catalanes respondieron con un alboroto destructivo. Esto solo debilitó aún más el poder bizantino en el área. Finalmente, las nuevas amenazas en el oeste y las guerras civiles dirigieron la atención de los emperadores bizantinos hacia adentro y hacia el oeste. El resto del siglo fue testigo de la consolidación del poder otomano y la toma de las últimas posesiones bizantinas. En 1390, la fortaleza de Filadelfia cayó en manos del sultán Bayezid I, quien obligó al emperador Juan VII Paleólogo tanto a ser su vasallo como a felicitarlo por su triunfo. En 1453, el imperio finalmente cayó ante los otomanos bajo Mehmed II. En 1461, el Imperio de Trebisonda, la última posesión griega en Asia Menor, también cayó en manos del sultán. Así llegó el fin de la Anatolia bizantina y el fin de más de un milenio de dominio romano en Asia Menor.